# Golf PGA France du Vaudreuil
De Golf PGA France du Vaudreuil is een golfclub in Le Vaudreuil ongeveer 30 km ten Westen van Rouen. 
De club viert in 2012 haar 50-jarig bestaan.
De 18-holes golfbaan heeft een par van 72. Het is een bosbaan, maar bij het clubhuis is een vijver waarin een eilandgreen is gemaakt van hole 9.
Op 300 meter van het clubhuis is een oude villa uit de tijd van Henri IV omgebouwd tot een hotel met 16 kamers.

## Geschiedenis
Markies Marc de la Haye kocht 90 ha land om er een golfbaan te laten aanleggen. Fred Hawtree kreeg de opdracht en op 29 juni 1962 werd de Golf de Vaudreuil geopend. Hij ligt in een oud bos en gedeeltelijk langs de Seine. 

Het clubhuis werd in de 17de eeuw in Thiberville gebouwd, en in stukken naar de huidige locatie verhuisd.  

In mei 2008 werd Jean-Claude Forrestier de nieuwe eigenaar en hij besloot de baan, die inmiddels 25 jaar bestond, te laten renoveren. Fred Hawtree werd er opnieuw bijgehaald en hij heeft enkele holes veranderd, zijn zoon Martin Hawtree heeft nieuwe greens gemaakt.
Bij het begin van iedere hole staat een paneel met historische informatie over Vaudreuil, zoals over Richard Leeuwenhart, die koning van Engeland en hertog van Normandië was en in 1196 kasteel Gaillard liet bouwen om Rouen tegen de Franse koning Philippe August te beschermen. Na zijn overlijden werd in februari 1204 de burcht veroverd en  Normandië aan Frankrijk toegevoegd.

## Toernooien
- Championnat de France des Jeunes: 1963, 1965, 1978, 1981
- Le Vaudreuil Golf Challenge: 2013, 2014